# Miramar (Santurce)
|                                                  |                                                         |
| Coordenadas                                      | 18°27′14″N 66°04′57″O / 18.45389, -66.08250             |
| Entidad • País • Territorio • Municipio • Barrio | Sub-barrio Estados Unidos Puerto Rico San Juan Santurce |
| Superficie                                       | 0,63 km² (0,24 mi²)                                     |
| Población • Densidad poblacional                 | 5.440 (2000) 8.605,5 km² (22.388,1 mi²)                 |

Miramar es uno de los cuarenta «sub-barrios» de Santurce en el municipio de San Juan, Puerto Rico. De acuerdo al censo del año 2000, este sector contaba con 5440 habitantes y un área de 0,63 km².

## Historia

### Desarrollo previo alsigloXX
Desde el siglo XVI, el suministro de agua potable de la ciudad capital y de los navíos que anclaban en la bahía de San Juan, provenía de un manantial conocido como Fuente Aguilar, localizado al norte de Miramar en tierras antiguamente pertenecientes a Don Miguel de Aguilar y Castilla. El Sr. Aguilar era residente de la capital y había laborado en las obras de cantería del antiguo puente de agua que cruzaba de Cangrejos (actual Santurce) a la Isleta de San Juan. La zona no experimentó mayores acontecimientos hasta el último cuarto del siglo XVII cuando se estableció el Camino Real (posteriormente conocido como la Carretera Central) que atravesando Cangrejos, conectaba la Isleta de San Juan con los Hatos del Rey, a la altura del actual Puente Martín Peña. Para 1871, se habían completado 36 kilómetros de este camino entre las poblaciones de San Juan y el poblado de Caguas, ubicado en el interior de Puerto Rico.
El 17 de abril de 1797, una flota inglesa al mando de Ralph Abercromby desembarcó por San Mateo de Cangrejos con el objetivo de capturar el puente fortificado de San Antonio y ganar acceso a la Isleta de San Juan por su extremo oriental. Para lograr dicho objetivo, los ingleses establecieron una batería en el Condado y otra en la colina del Olimpo (antiguo nombre de Miramar). Seis días después abrieron fuego contra los fuertes San Antonio y San Jerónimo, logrando destruir el primero de estos. No obstante, las fuerzas del rey Carlos IV de España, en conjunto a milicias urbanas de San Mateo de Cangrejos y otros puntos de Puerto Rico, consiguieron impedir el acceso de los ingleses a la Isleta, provocando que el 3 de mayo de 1797 abandonaran sus aspiraciones de capturar la ciudad de San Juan.
El sector no experimentó otros eventos significativos hasta el año 1841, cuando Gil Sierra solicitó un permiso para subastar la estancia El Olimpo que comprendía el área ocupada actualmente por Miramar. Existían en el lugar una residencia, un establo y una ganadería.

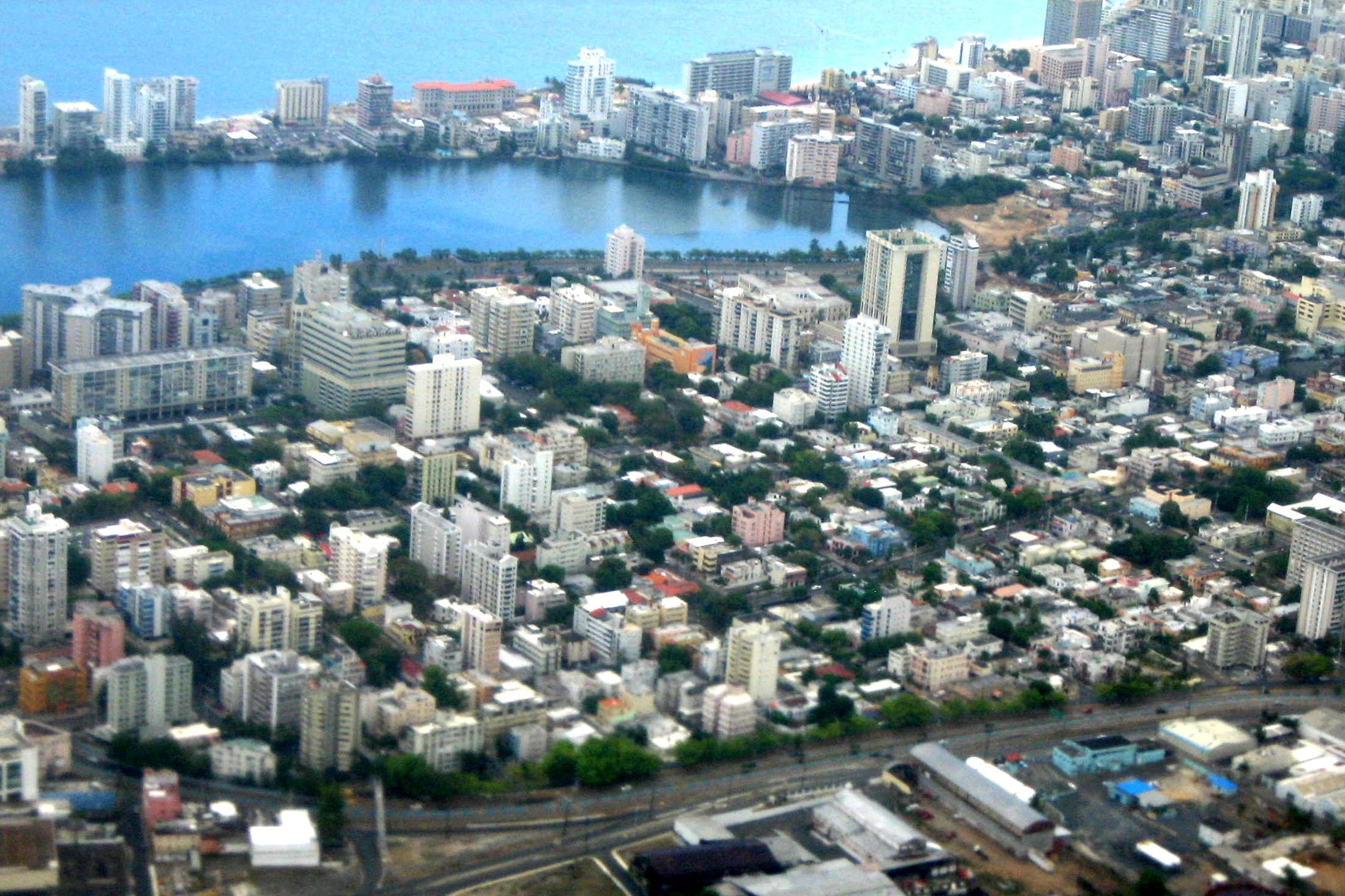
Panorámica de Miramar en la actualidad.

Mediante a Real Orden del 11 de noviembre de 1862, se aprobó la supresión del municipio de San Mateo de Cangrejos. A través de dicha consolidación Miramar pasaría a formar parte del municipio de San Juan como parte del barrio Cangrejos. El trámite de traspaso de tierras concluyó en 1864.
Con la expansión de la Carretera Central durante la segunda mitad del siglo XIX, comenzaron los coches de la Capital a llevar paseantes a Cangrejos, estimulando así el crecimiento del barrio y la proliferación de las casas de campo. No obstante, el crecimiento se daba sin planificación alguna. Ya para 1879, el arquitecto municipal Don Carlos Pérez Huertas, alertaba sobre la falta de códigos de construcción adecuados para Cangrejos. Hasta esa fecha solo se requería que las estructuras con frente a la Carretera Central se hicieran paralelas a ésta, provocando un desarrollo lineal a lo largo de la vía. Algunas de las grandes casonas construidas a orillas de la Carretera Central (actual avenida Ponce de León), poseían solares que se extendían hasta el Caño Martín Peña por el sur o hasta la Laguna del Condado al norte. De esta época data la estructura más antigua aún existente en Miramar. Construida en mampostería, constituía inicialmente la casa principal de la finca o hato Hoare y su fachada frontal encaraba la Carretera Central. En la actualidad, esta histórica quinta sólo logra acceso mediante la Calle Hoare y su antiguo patio frontal fue utilizado para la construcción de varias edificaciones multifamiliares durante el siglo XX.
En 1881 se comienza la construcción del Colegio de las hermanas del Sagrado Corazón de María, posterior Asilo de Niñas de Miramar y actual Conservatorio de Música de Puerto Rico. Dicho edificio marcaría el extremo nororiental de Miramar. En marzo de 1891, se inauguró el servicio ferroviario de carga y pasajeros de la Compañía de Ferrocarriles de Puerto Rico. La servidumbre de vías del ferrocarril eventualmente constituiría los bordes oeste y sur de Miramar. Mayormente manglar, la servidumbre del tren fue reclamada al mangle mediante rellenos de tierra provenientes de la Colina del Olimpo. Hacia 1898, el sector de Santurce donde se establecería Miramar estaba ocupado mayormente por los hatos Hernández, Fernández, Abarca, Hoare, Salvador Suau Carbonell, Korber, Benítez, Cuevillas, Pérez Morris, Somoza, Waymouth y Riera.

### Transporte colectivo

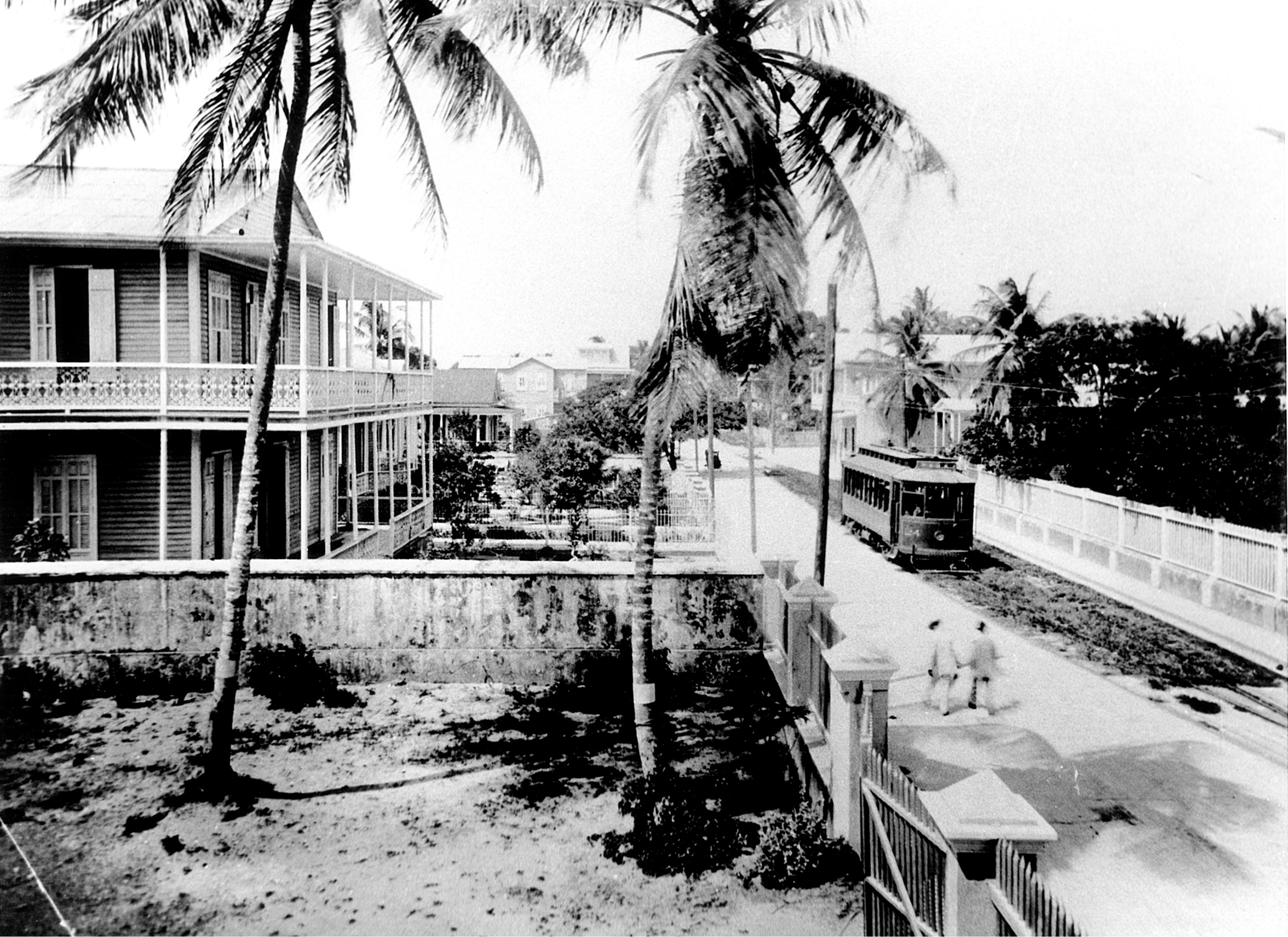
Tranvía eléctrico de San Juan por la avenida Ponce de León en Miramar, Santurce, Puerto Rico. (circa 1915)

En 1878, Pablo Ubarri recibió una concesión de uso de terrenos por sesenta años para desarrollar un tranvía de vapor entre la Plaza Colón en San Juan y el pueblo de Río Piedras, atravesando Miramar. El tranvía fue terminado en 1880 y 1898 fue adquirido por la Porto Rico Railway, Light and Power Company; quién suprimió inmediatamente los tranvías de vapor y los reemplazó por tranvías eléctricos en el año 1900. Esta pieza central del transporte colectivo capitalino se mantuvo en operación hasta finales de la década de 1940. El 15 de octubre de 1880, Pablo Ubarri Capetillo recibió el título de conde de San José de Santurce y ese mismo año el barrio Cangrejos, sede de Miramar, pasó a llamarse Santurce.